# لقاء غير متوقع
لقاء غير متوقع ((هانغل: 남자친구)) هو مسلسل تلفزيون كوري جنوبي تم بثه على قناة تي في إن من 28 نوفمبر، 2018 إلى 24 يناير 2019.

## القصة
عن رجل وامرأة جمعهما القدر، يلتقي كلاً من المرأة التي تملك كل شيء والرجل الذي لا يملك شيئاً على الإطلاق، وعليهما اتخاذ قرار أي الأمرين أكثر صعوبة، التخلّي عن الثروة والسلطة أم التخلّي عن الحياة العادية. تشا سو هيون ابنة رجل سياسي، بعد تخرجها من الجامعة تزوجت ابن عائلة تُدير شركة كبرى، كان زواجها يصب في مصلحة والدها السياسي، بعد إنجابها لطفل، اضطرت تشا سو هيون لطلب الطلاق.

## أستقبال
حقق المسلسل نسبة مشاهدة 8.7٪ على الصعيد الوطني للحلقة الأولى من عرضه، مما يجعلها ثالث أعلى تصنيف كاعرض أول للشبكة بعد قائمة تشغيل المستشفى 2 والسيد المشرق.
| الموسم | الموسم | رقم الحلقة | رقم الحلقة | رقم الحلقة | رقم الحلقة | رقم الحلقة | رقم الحلقة | رقم الحلقة | رقم الحلقة | رقم الحلقة | رقم الحلقة | رقم الحلقة | رقم الحلقة | رقم الحلقة | رقم الحلقة | رقم الحلقة | رقم الحلقة | المتوسط |
| الموسم | الموسم | 1          | 2          | 3          | 4          | 5          | 6          | 7          | 8          | 9          | 10         | 11         | 12         | 13         | 14         | 15         | 16         | المتوسط |
| ------ | ------ | ---------- | ---------- | ---------- | ---------- | ---------- | ---------- | ---------- | ---------- | ---------- | ---------- | ---------- | ---------- | ---------- | ---------- | ---------- | ---------- | ------- |
|        | 1      | 1.977      | 2.473      | 2.175      | 2.211      | 2.027      | 1.895      | 1.947      | 2.100      | 1.878      | 1.887      | 1.605      | 1.745      | 1.719      | 1.667      | 1.772      | 1.965      | 1.940   |

| الحلقة | تاريخ البث الأصلي | متوسط حصة الجمهور | متوسط حصة الجمهور | متوسط حصة الجمهور |
| الحلقة | تاريخ البث الأصلي | إيه جي بي نيلسن   | إيه جي بي نيلسن   | TNmS              |
| الحلقة | تاريخ البث الأصلي | على الصعيد الوطني | سيول              | على الصعيد الوطني |
| ------ | ----------------- | ----------------- | ----------------- | ----------------- |
| 1      | 28 نوفمبر 2018    | 8.683٪ (الأول)    | 11.454٪ (الأول)   | 9.4٪              |
| 2      | 29 نوفمبر 2018    | 10.329٪ (الأول)   | 12.868٪ (الأول)   | 11.0٪             |
| 3      | 5 ديسمبر 2018     | 9.251٪ (الأول)    | 11.772٪ (الأول)   | 10.2٪             |
| 4      | 6 ديسمبر 2018     | 9.264٪ (الأول)    | 11.468٪ (الأول)   | 9.2٪              |
| 5      | 12 ديسمبر 2018    | 8.513٪ (الأول)    | 10.575٪ (الأول)   | 10.5٪             |
| 6      | 13 ديسمبر 2018    | 8.594٪ (الأول)    | 10.906٪ (الأول)   | 8.1٪              |
| 7      | 19 ديسمبر 2018    | 8.592٪ (الأول)    | 10.612٪ (الأول)   | 8.6٪              |
| 8      | 20 ديسمبر 2018    | 9.166٪ (الأول)    | 11.776٪ (الأول)   | 7.7٪              |
| 9      | 2 يناير 2019      | 7.810٪ (الأول)    | 9.845٪ (الأول)    | 7.2٪              |
| 10     | 3 يناير 2019      | 7.962٪ (الأول)    | 9.590٪ (الأول)    | 7.7٪              |
| 11     | 9 يناير 2019      | 7.513٪ (الأول)    | 9.310٪ (الأول)    | 7.5٪              |
| 12     | 10 يناير 2019     | 7.623٪ (الأول)    | 9.630٪ (الأول)    | 7.3٪              |
| 13     | 16 يناير 2019     | 7.927٪ (الأول)    | 10.043٪ (الأول)   | 8.0٪              |
| 14     | 17 يناير 2019     | 7.702٪ (الأول)    | 9.678٪ (الأول)    | 7.4٪              |
| 15     | 23 يناير 2019     | 7.999٪ (الأول)    | 10.590٪ (الأول)   | 7.9٪              |
| 16     | 24 يناير 2019     | 8.678٪ (الأول)    | 11.161٪ (الأول)   | 7.4٪              |
| المعدل | المعدل            | 8.475٪            | 10.705٪           | 8.4٪              |

## الانتاج
تمت قراءة السيناريو الأول في 23 أغسطس 2018.
بدأ التصوير الرئيسي في سبتمبر 2018.
صورت اجاء من المسلسل في دولة كوبا.

## روابط خارجية
- لقاء غير متوقع على موقع IMDb (الإنجليزية)
- لقاء غير متوقع على موقع نتفليكس (الإنجليزية)
- لقاء غير متوقع على موقع كينوبويسك (الروسية)
- لقاء غير متوقع على موقع قاعدة بيانات الفيلم (الإنجليزية)